# Hans Moretti

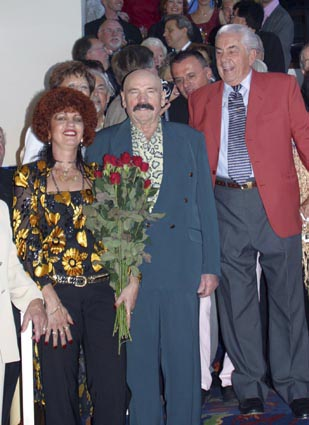
Hans Moretti während seines 75. Geburtstages, links von ihm seine Tochter Nicole, rechts von ihm der Zauberkünstler Paul Potassy

Hans Moretti (bürgerlich Hans Cewe, * 24. Juli 1928 in Beckersdorf, Ostgalizien, Polen heute: Ukraine; † 12. März 2013 in Dillingen/Saar) war ein deutscher Zauberkünstler. Er lebte in Dillingen/Saar.

## Leben
Hans Moretti stammte aus dem ostgalizischen Beckersdorf, einer 1784 gegründeten deutschen Kolonie nahe Pidhajzi. Der am Ufer des Flusses Koropez gelegene Ort heißt heute Yustynivka und gehört zur Ukraine. Cewe verließ als Volksdeutscher sein Heimatdorf mit seiner Familie nach dem Hitler-Stalin-Pakt und zog zurück nach Deutschland. Er lernte dort seine spätere Frau Helga kennen und ließ sich in Landsweiler-Reden nieder. 1944 stand Moretti vor der Wahl einer Beamtenkarriere im Mittleren Dienst, entschied sich aber für eine Karriere als Zauberkünstler.
Moretti gewann zweimal hintereinander jeweils erste Preise auf den Weltkongressen der Zauberkunst in Wien 1976 und Brüssel 1979, er verzeichnete 18 Einträge im Guinness-Buch der Rekorde, erhielt den Masters Fellowship Award der Akademie der Magischen Künste und war Träger des Bundesverdienstkreuzes am Bande. Seine Autobiografie erschien 1997 im Möwe-Verlag. Seinen letzten Auftritt hatte er Silvester 2006 in Warnemünde. Er beendete seine aktive Karriere als Zauberkünstler, nachdem er an Alzheimer erkrankte.
Seine drei Kinder Hans Moretti jun., Peter Moretti und Tochter Nicole Moretti führen sein Andenken weiter und treten ebenfalls als Zauberer auf.